# 沃德维尔
沃德维尔（法語：Vaudeville，法語發音：[vodvil]）是法国默尔特-摩泽尔省的一个市镇，位于该省南部，属于南锡区。

## 地理
沃德维尔（48°27'32"N, 6°12'4"E）面积9.05 平方千米，位于法国大東部大區默尔特-摩泽尔省，该省份为法国东北部内陆省份，是洛林的一部分，北邻比利时、卢森堡，北起顺时针与摩泽尔省、下莱茵省、孚日省和默兹省接壤。
与沃德维尔接壤的市镇（或旧市镇、城区）包括：阿夫拉库尔、克朗特努瓦、阿鲁埃、勒伯维尔、勒梅尼勒米特里、沃迪尼、克西罗库尔。

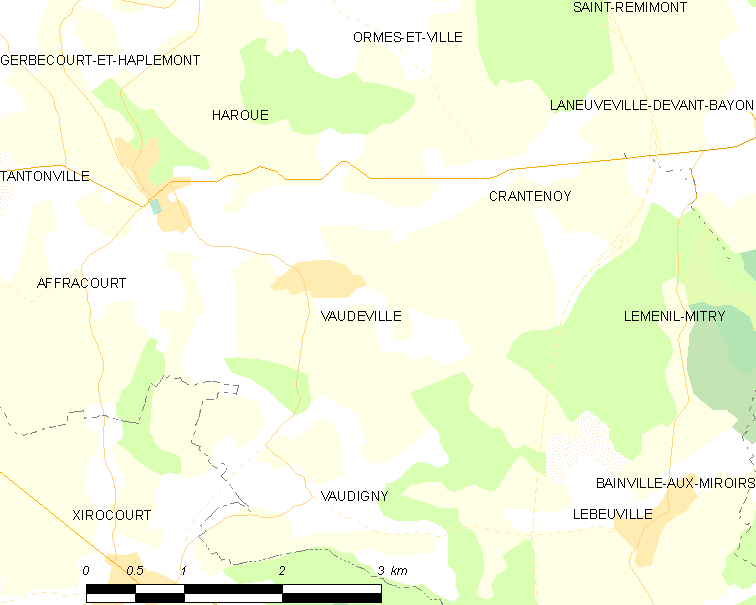
沃德维尔的OSM定位图

沃德维尔的时区为UTC+01:00、UTC+02:00（夏令时）。

## 行政
沃德维尔的邮政编码为54740，INSEE市镇编码为54553。

## 政治
沃德维尔所属的省级选区为梅讷欧桑图瓦县。

## 人口

1962-2008年间沃德维尔人口变化图示

沃德维尔于2022年1月1日时的人口数量为159人。